# Hjartdal
Hjartdal er en kommune i Vestfold og Telemark fylke i Norge. Den har et areal på 798 km², og en befolkning på 1.619 indbyggere (2006). Kommunen ernærer sig hovedsagelig ved skov- og landbrug. Mange pendler til Notodden, som er nærmeste by for de fleste hjartdøler. Elven Hjartdøla løber gennem byerne Hjartdalsbygda, og Sauland. Den skifter senere navn, og løber med andre elve ud i Heddalsvatnet, og ender i Skien/Porsgrunn. Hjartdal kommune har 3 bygder; Hjartdalsbygda (navnet var Hjartdal frem til 2005), Sauland og Tuddal. Kommunens administrative centrum ligger i Sauland.
Hjartdal grænser i vest til Seljord, i nord til Tinn og i øst og syd til Notodden. Højeste punkt er Gaustaråen der er 1615 moh.
Kommunen har store naturområder, og vidder med rensdyr.
Det er tre børnehaver og tre skoler, en i hver bygd. Ungdomsskolen ligger i Sauland.
I Hjartdal afholdes en meget speciel festival: «Slåttefestivalen», en festival som handler om at slå græs med le Festivalen holdes i begyndelsen af sommerferien, og der var i 2005 en landskamp mellem Norge og Sverige.
Alle bygderne i Hjartdal har haft stavkirker.
Sauland stavkirke blev nedrevet i 1860, men portalen blev reddet, og står nu udstillet på Historisk museum i Oslo. Det var denne som bestemte højden på bygningen, da udstillingshallen blev bygget.

## Bondeoprøret i 1540
I 1540 samlede bønderne i Øvre Telemark sig til væbnet oprør mod sakserne, der var sat til at hente sølv ud af bjerget i Seljord og Fyresdal, henholdsvis Gullnes og Moisberg. Den tyske koloni havde undertvunget og delvis fordrevet landherrerne i området omkring Seljord. Bjergværksmesteren Hans Glaser havde på opdrag fra kong Christian 3. i 1538 fundet jernmalm i Gulsetmarken udenfor Scheen, som byen den gang hed. Fossum jernværk blev Norges ledende kanonstøberi gennem 1600-tallet, da kongeriget var stærkt præget af stadige krige, samt af en omfattende delagtighed i koloniseringen, der løb parallelt med den fremvoksende industrialisering af Europa. Bondeoprøret i 1540 må siges at være den mest dramatiske hændelse i Norge som protest mod reformationen og den øgende tilstedeværelse af dansk-tysk embedsudøvelse. Hans Glaser startede fremstilling af den legendariske sølvmønt "Gimsøydaleren". Kong Christian 3. erklærede formelt krig, og gav Glaser militær myndighed til at slå bondeopstanden ned i den trange Ambjørndal på grænsen mod Svartdal i Seljord. Baggrunden var vrede over høje skatter, først og fremmest at Hans Glaser benyttede "gengerds"-retten også til fordel for "tyskerfanten", som de i samtidige kilder fra området blev kaldet. Dette pressede bønderne for mad og andre varer. De måtte heller ikke sælge til andre:
"Bjergværksmester Hans Glaser har på baggrund af bøndernes "gengerd"spligt mod kongen gjort gældende, at stederne ved Golmsberg og de derhos liggende gårde skal besættes med tydske folk, og at bønderne, som beboe dem, må få andre gårde. Endvidere må bønderne tage de tydske bjergfolk i deres huse og give dem underholdning. Og numere: Det påbydes at det holdes et ugentlig marked i Silgiord alle løverdage, og at alle bønder som boe 3 mile deromkring, skal bringe derhen, hvad de kunde have at sælge. Samt ikke sælge dem til andre, hverken til fogeder eller deres tjenere som forhen, men alene til de lysthavende bjergfolk." (Læst af præsten i Seljord for menigheden.)
Det indebar, at de omkring 100 saksiske bjergværksmænd med familier kunne forlange af bønderne det samme som kongen og hans repræsentanter kunne, når de var på gennemrejse; det være hus, mad eller transport. Bønderne fik drevet 50 eller 80 grubearbejdere fra Gullnes-minen på flugt helt til Skien. Bønderne forlangte retfærdighed fra fogeden og hævnede sig ikke på sakserne. Kravet lød på, at maksimalt tolv tyske bjergværksfolk skulle holde til ved minerne, samt at de ikke fik lov til at bære våben. Kong Christians reaktion var at beordre hæren ud fra både Bergenhus og Lista len. Høvedsmændene på Akershus og Bohus ved den svenske grænse blev bedt om at gå ind i Telemark med fuld krigsmagt. Kongens hær, anført af Hans van Dreysel, sandsynligvis fra Nederlandene, mødte bondehæren, der havde forskanset sig i Ambjørndalen mellem Svartdal og Hjartdal. Der overraskede de soldaterne i et bagholdsangreb. Der blev sendt bud til telemarkingerne, at hvis de nedlagde våbnene, skulle der forhandles om fred. Bønderne nedlagde da våbnene, sandsynligvis hvor det i dag hedder Bågålia i Hjartdal. Da de kom soldaterne i møde, blev de straks omringet, taget til fange og ført til Hjartdal præstegård. Fem af bøndernes repræsentanter blev henrettet, og den sjette måtte være bøddel for at redde sit liv. Andre måtte betale store bøder. Ikke mindst måtte de skrive under på en erklæring om, at de herefter skulle være fredelige og lydige undersåtter "under Fortabelse af deres Ære, Formue, Liv og Odels Ret". Stednavne som Mannebeinåkeren (Mandeben-ageren), Bråråker og Bågålia er påmindelser om det, der skete.
Retterstedet var på Bråråker, lige ved Hjartaker kirkegård. I slutningen af 1930'erne var der tale om at rejse en bautasten, men krigen kom i vejen. Først i 1990 blev en mindesten opsat.